# 30 décembre 2014
Le mardi 30 décembre 2014 est le 364e jour de l'année 2014.

## Décès
- André Devriendt (né le 9 juillet 1920), militant anarchiste et syndicaliste libertaire
- Gérard Verstraete (né le 11 janvier 1952), footballeur français
- Georges Golovine (né le 10 août 1932), danseur étoile et chorégraphe français
- Jean-Claude Novaro (né le 18 octobre 1943), maître verrier
- Luise Rainer (née le 12 janvier 1910), actrice allemande
- Maurice Quettier (né le 20 mai 1927), personnalité politique française
- Patrick Gowers (né le 5 mai 1936), compositeur de musique de films
- Robert Chambeiron (né le 22 mai 1915),  résistant français, compagnon de Jean Moulin, et homme politique français
- Robert Conroy (né le 24 août 1938), Robert Conroy
- Terry Becker (né le 5 août 1930), cinéaste américain
- Tomiko Miyao (née le 13 avril 1926), écrivaine japonaise
- Yolande Donlan (née le 2 juin 1920), actrice américaine

## Événements
- Début de la bataille de Murwi
- Fin de la série télé Selfie